# Notre-Dame-de-Bellecombe
Pour les articles homonymes, voir Bellecombe (homonymie).
Notre-Dame-de-Bellecombe est une commune française située dans le département de la Savoie, en région Auvergne-Rhône-Alpes.

## Géographie

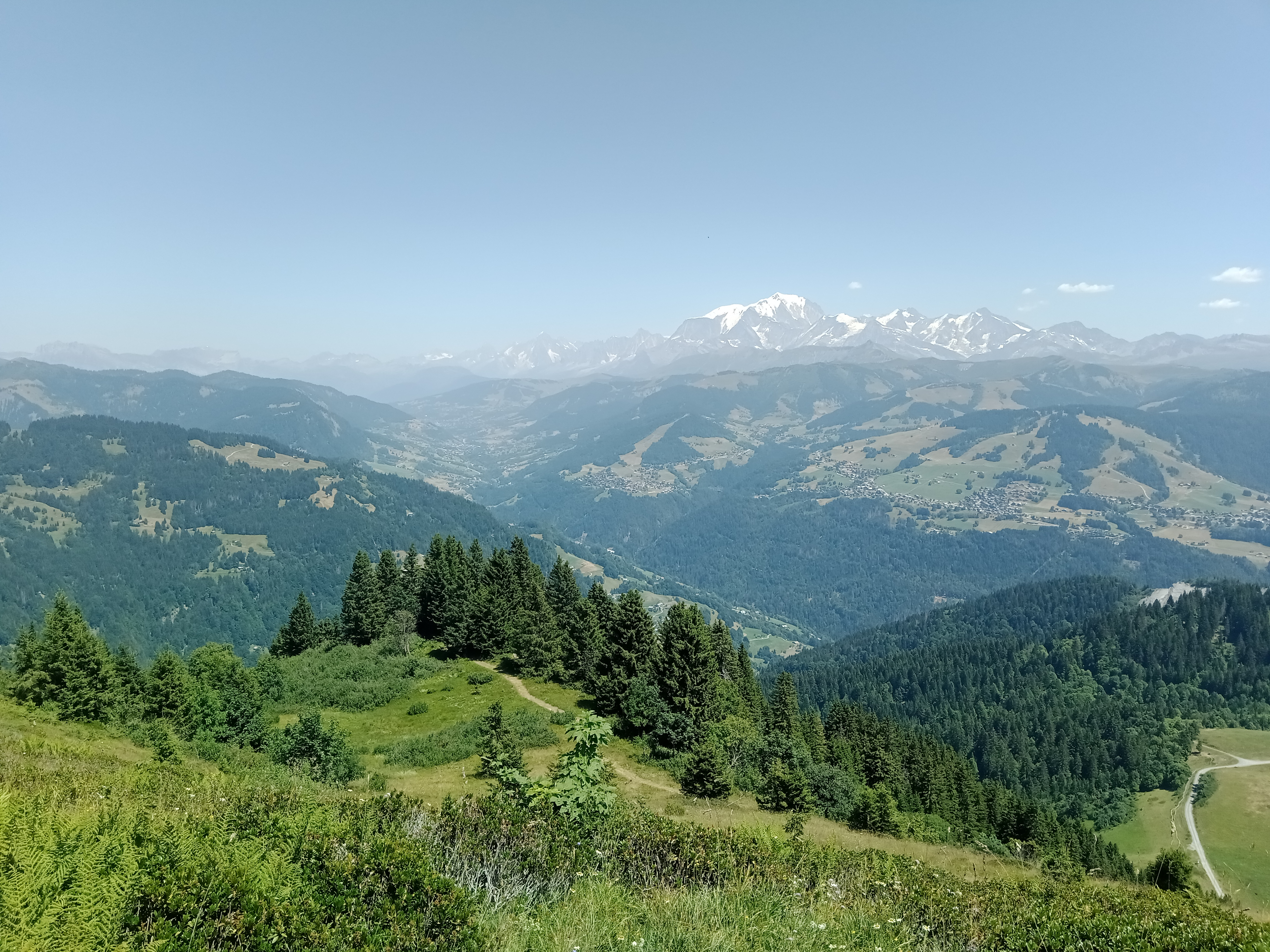
Vue de Notre-Dame-de-Bellecombe (au centre) depuis le Praz Vechin au sud-ouest.

Notre-Dame-de-Bellecombe est un petit village de montagne situé entre 1 100 et 2 070 m d'altitude dans les Alpes du Nord, et plus précisément dans le val d'Arly, au-dessus des gorges de l'Arly. À 25 km d'Albertville et 10 km de Megève, la population de cette station familiale de sports d'hiver décuple pendant les vacances de février. L'été voit également défiler ses cortèges de touristes, principalement des randonneurs aimant se promener dans les alpages.
Contrairement à beaucoup de stations plus grandes, l'architecture de ce petit village est encore préservée ; on y trouve des fermes traditionnelles et des chalets boisés.
Depuis le mois de décembre 2005, la station de Notre-Dame-de-Bellecombe est membre de l'Espace Diamant, regroupement de 5 stations et comptant 84 remontées mécaniques.

### Climat
Pour des articles plus généraux, voir Climat d'Auvergne-Rhône-Alpes et Climat de la Savoie.
En 2010, le climat de la commune est de type climat de montagne, selon une étude du Centre national de la recherche scientifique s'appuyant sur une série de données couvrant la période 1971-2000. En 2020, Météo-France publie une typologie des climats de la France métropolitaine dans laquelle la commune est exposée à un climat de montagne ou de marges de montagne et est dans la région climatique Alpes du nord, caractérisée par une pluviométrie annuelle de 1 200 à 1 500 mm, irrégulièrement répartie en été.
Pour la période 1971-2000, la température annuelle moyenne est de 7,6 °C, avec une amplitude thermique annuelle de 17 °C. Le cumul annuel moyen de précipitations est de 1 325 mm, avec 10,3 jours de précipitations en janvier et 9,9 jours en juillet. Pour la période 1991-2020, la température moyenne annuelle observée sur la station météorologique de Météo-France la plus proche, « Col-des-saisies », sur la commune d'Hauteluce à 8 km à vol d'oiseau, est de 5,2 °C et le cumul annuel moyen de précipitations est de 1 523,1 mm,. Pour l'avenir, les paramètres climatiques de la commune estimés pour 2050 selon différents scénarios d'émission de gaz à effet de serre sont consultables sur un site dédié publié par Météo-France en novembre 2022.

## Urbanisme

### Typologie
Au 1er janvier 2024, Notre-Dame-de-Bellecombe est catégorisée commune rurale à habitat dispersé, selon la nouvelle grille communale de densité à sept niveaux définie par l'Insee en 2022.
Elle est située hors unité urbaine et hors attraction des villes,.

### Occupation des sols
L'occupation des sols de la commune, telle qu'elle ressort de la base de données européenne d’occupation biophysique des sols Corine Land Cover (CLC), est marquée par l'importance des forêts et milieux semi-naturels (80,2 % en 2018), en augmentation par rapport à 1990 (74,7 %). La répartition détaillée en 2018 est la suivante :
forêts (54,1 %), milieux à végétation arbustive et/ou herbacée (26 %), prairies (11,5 %), zones agricoles hétérogènes (6,7 %), zones urbanisées (1,7 %), espaces ouverts, sans ou avec peu de végétation (0,1 %).
L'IGN met par ailleurs à disposition un outil en ligne permettant de comparer l’évolution dans le temps de l’occupation des sols de la commune (ou de territoires à des échelles différentes). Plusieurs époques sont accessibles sous forme de cartes ou photos aériennes : la carte de Cassini (XVIIIe siècle), la carte d'état-major (1820-1866) et la période actuelle (1950 à aujourd'hui).

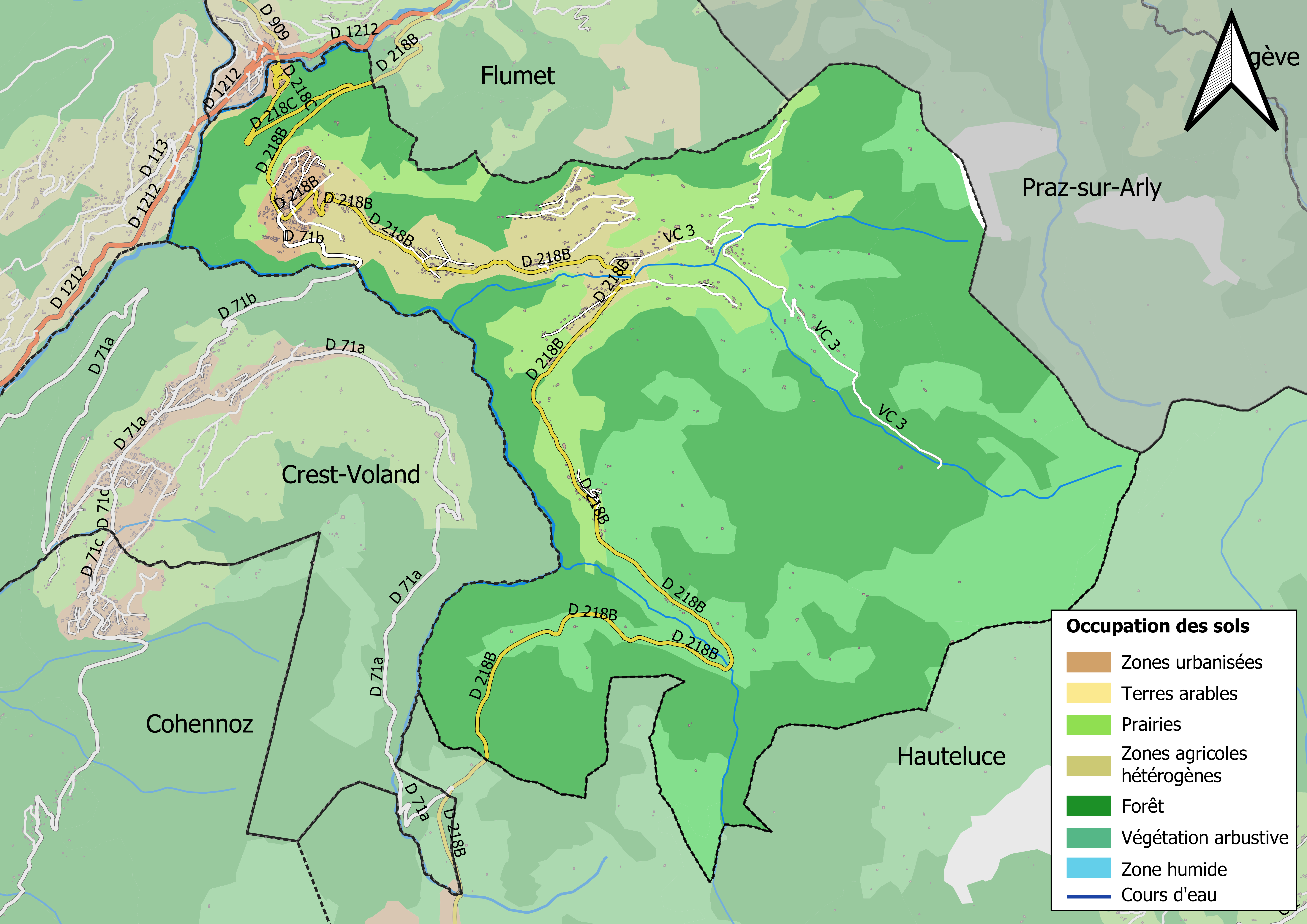
Carte des infrastructures et de l'occupation des sols en 2018 (CLC) de la commune.
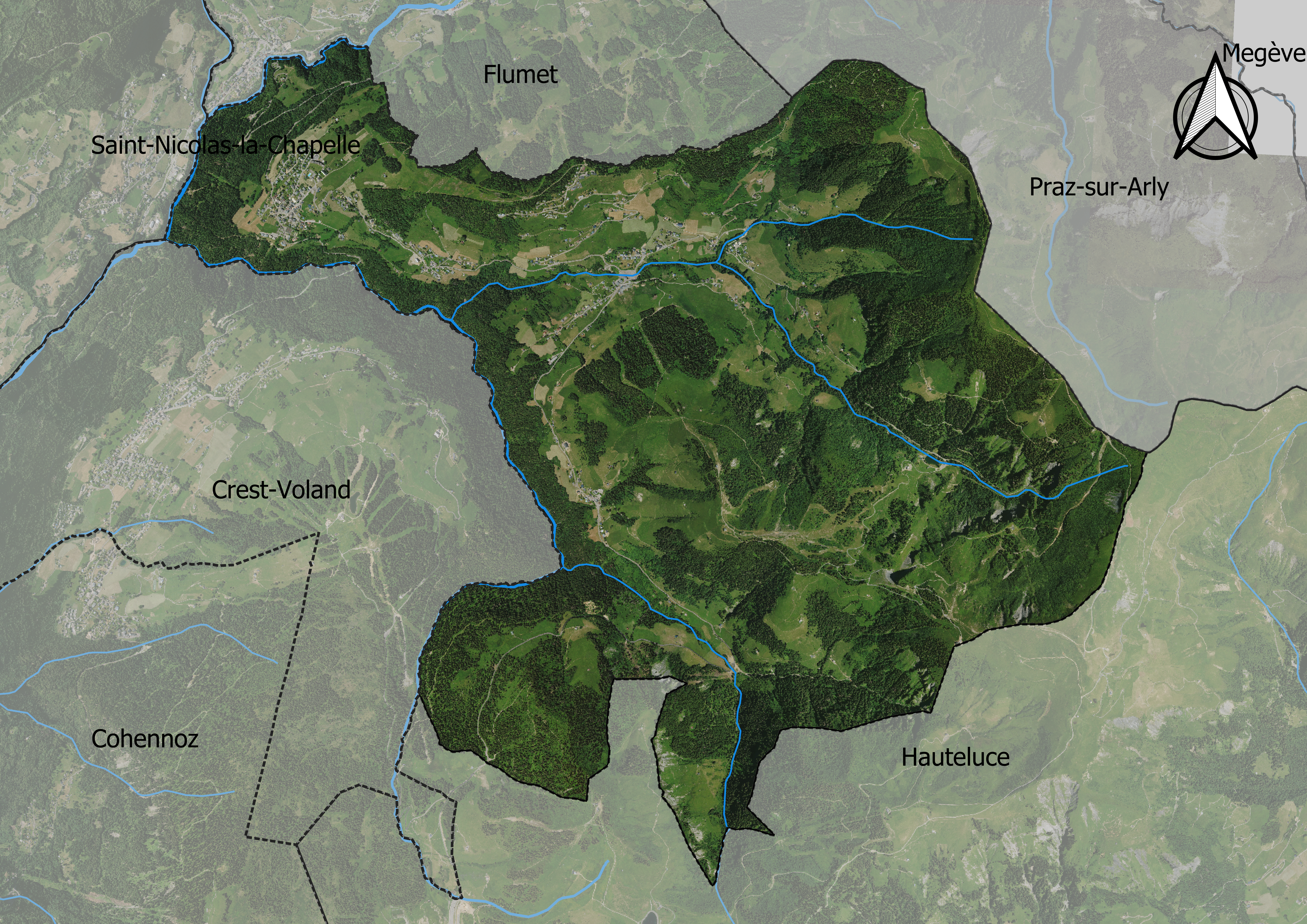
Carte orthophotogrammétrique de la commune.

## Toponymie
Jusqu’en 1471, le village s’appelait Sainte-Marie-des-Déserts. La présence de moines dédiée au défrichement avait sollicitée une telle appellation.
En francoprovençal ou arpitan savoyard, le nom de la commune s'écrit Bèlacomba et se prononce « Bèlakonba » (retranscrit selon la graphie semi-phonétique de Conflans).

## Histoire
Le premier hôtel de la station, le Mont Charvin, date de 1902, mais à cette époque le ski n'existait pas encore et les « étrangers » qui connaissaient Notre-Dame-de-Bellecombe ne venaient que l'été.
C'est en 1920-1921 que la baronne de Rothschild commence à séjourner à Megève où les premiers skieurs font leur apparition.
Dès 1922, plusieurs personnes commencent à s'investir dans le tourisme à Notre-Dame-de-Bellecombe.
En 1924, on construit le premier téléphérique à Chamonix : L'Aiguille du Midi.
Le premier téléski est construit à Megève en 1935.
Comme partout, c'est une poignée de pionniers qui contribue à lancer les vacances d'hiver. François Joguet fabrique lui-même les premiers skis et les bâtons de ski.
L'économie de la commune, qui était essentiellement agricole, se modifie déjà en économie touristique.
En 1937 est construite la première remontée mécanique de la station, « le télétraineau », tout à fait d'avant-garde. Plusieurs moniteurs qui ont passé un examen à Chamonix commencent à enseigner le ski (Marcel Rossat-Mignod, Marcel Gardet, Yvon Mollier, Armand Favray).
Puis vient la guerre, le village, déjà petite station, s'endort.
En 1948, le télétraineau est supprimé, et le premier téléski est installé à Notre-Dame-de-Bellecombe sur les pentes du Reguet. La station a alors une capacité de 600 lits. L'École de ski et le syndicat d'initiative sont installés sur la place du village dans une petite grange aménagée. Il y a alors 7 moniteurs.
En 1959, le Club des Sports de Notre-Dame-de-Bellecombe voit le jour, et formera par la suite de vrais compétiteurs.

## Politique et administration
| Période                                  | Période   | Identité                  | Étiquette | Qualité |
| ---------------------------------------- | --------- | ------------------------- | --------- | ------- |
| mars 2001                                | mars 2008 | Dominique Mollier-Pierret |           |         |
| mars 2008                                | 2014      | Jean-Paul Rossat-Mignod   |           |         |
| 2014                                     | 2026      | Philippe Mollier          |           |         |
| Les données manquantes sont à compléter. |           |                           |           |         |

## Démographie
Ses habitants sont appelés les Bellecombains ou les Bellecombais.

L'évolution du nombre d'habitants est connue à travers les recensements de la population effectués dans la commune depuis 1793. Pour les communes de moins de 10 000 habitants, une enquête de recensement portant sur toute la population est réalisée tous les cinq ans, les populations de référence des années intermédiaires étant quant à elles estimées par interpolation ou extrapolation. Pour la commune, le premier recensement exhaustif entrant dans le cadre du nouveau dispositif a été réalisé en 2008.

En 2022, la commune comptait 468 habitants, en évolution de −3,11 % par rapport à 2016 (Savoie : +3,63 %, France hors Mayotte : +2,11 %).
| 1793 | 1800 | 1806 | 1822 | 1838 | 1848 | 1858 | 1861 | 1866 |
| ---- | ---- | ---- | ---- | ---- | ---- | ---- | ---- | ---- |
| 607  | 644  | 647  | 670  | 716  | 720  | 543  | 529  | 588  |

| 1872 | 1876 | 1881 | 1886 | 1891 | 1896 | 1901 | 1906 | 1911 |
| ---- | ---- | ---- | ---- | ---- | ---- | ---- | ---- | ---- |
| 551  | 558  | 603  | 605  | 602  | 592  | 589  | 619  | 596  |

| 1921 | 1926 | 1931 | 1936 | 1946 | 1954 | 1962 | 1968 | 1975 |
| ---- | ---- | ---- | ---- | ---- | ---- | ---- | ---- | ---- |
| 504  | 466  | 437  | 474  | 446  | 419  | 395  | 371  | 410  |

| 1982 | 1990 | 1999 | 2006 | 2008 | 2013 | 2018 | 2022 | - |
| ---- | ---- | ---- | ---- | ---- | ---- | ---- | ---- | - |
| 424  | 459  | 510  | 498  | 501  | 485  | 476  | 468  | - |

## Économie

### Tourisme
La promotion de la commune et de la station est réalisée par l'Office de Tourisme Intercommunal du Val d'Arly (dont la promotion sur Internent se fait sous la marque « Val d'Arly Mont Blanc »), créé en 2011, une structure de la communauté de communes du Val d'Arly. L'organisme touristique gère ainsi les trois autres stations de  Flumet - Saint-Nicolas-la-Chapelle, Crest-Voland Cohennoz et La Giettaz-en-Aravis.
La station a obtenu plusieurs labels « Station village » ; « Grand domaine » et « Nouvelles glisses ».
En 2014, la capacité d'accueil de la commune et de la station, estimée par l'organisme Savoie Mont Blanc, est de 7 555 lits touristiques répartis dans 1 455 établissements. Les hébergements se répartissent comme suit : 360 meublés ; 3 hôtels ; 3 centres ou villages de vacances ou maisons familiales et une chambre d'hôtes.
En 2016, la table de La Ferme de Victorine se trouve dans le palmarès du guide Michelin en obtenant un Bib gourmand.

## Culture et patrimoine

### Lieux et monuments

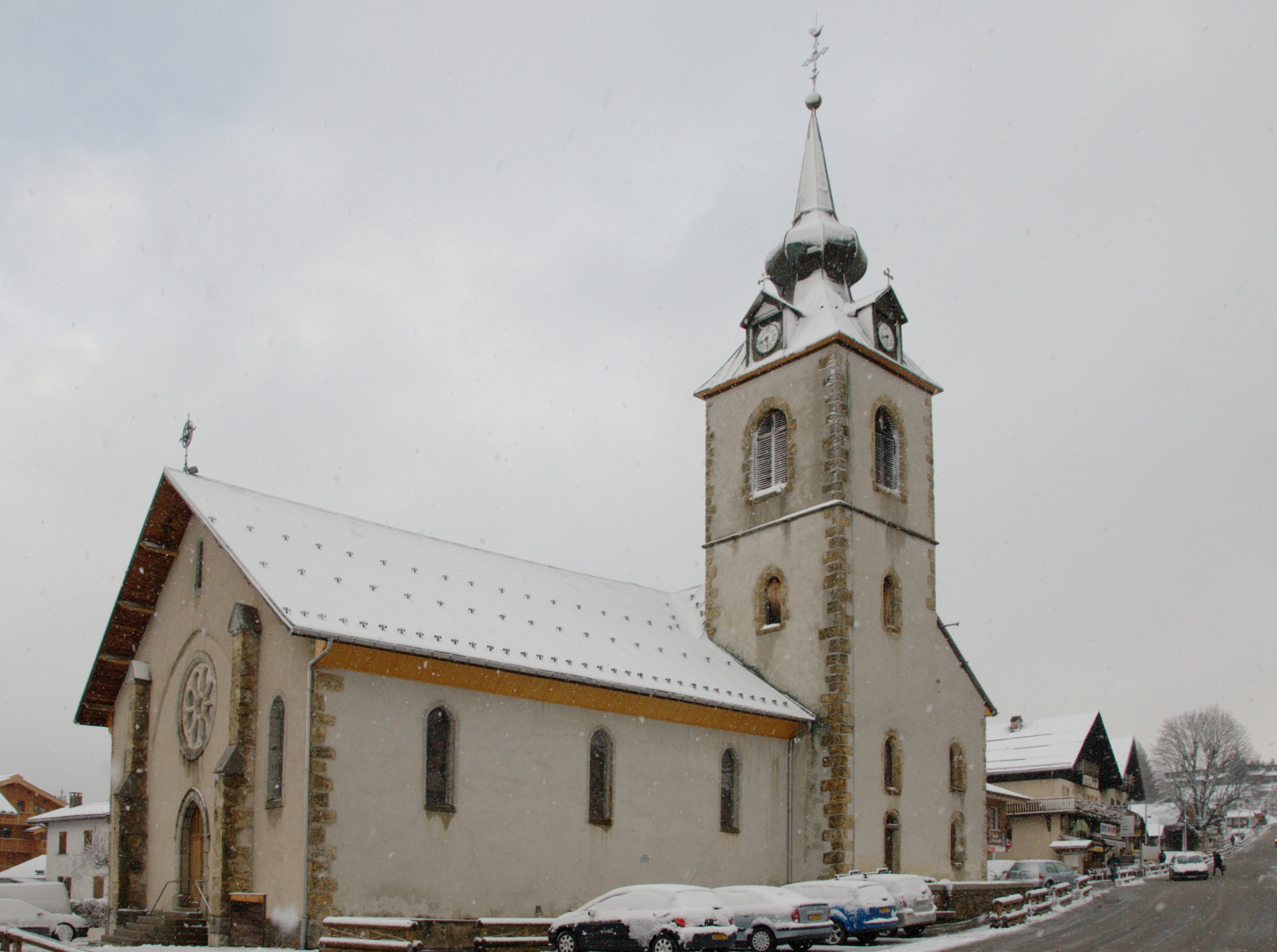
L'église de Notre-Dame-de-Bellecombe, avec son petit carillon et son chemin de croix.
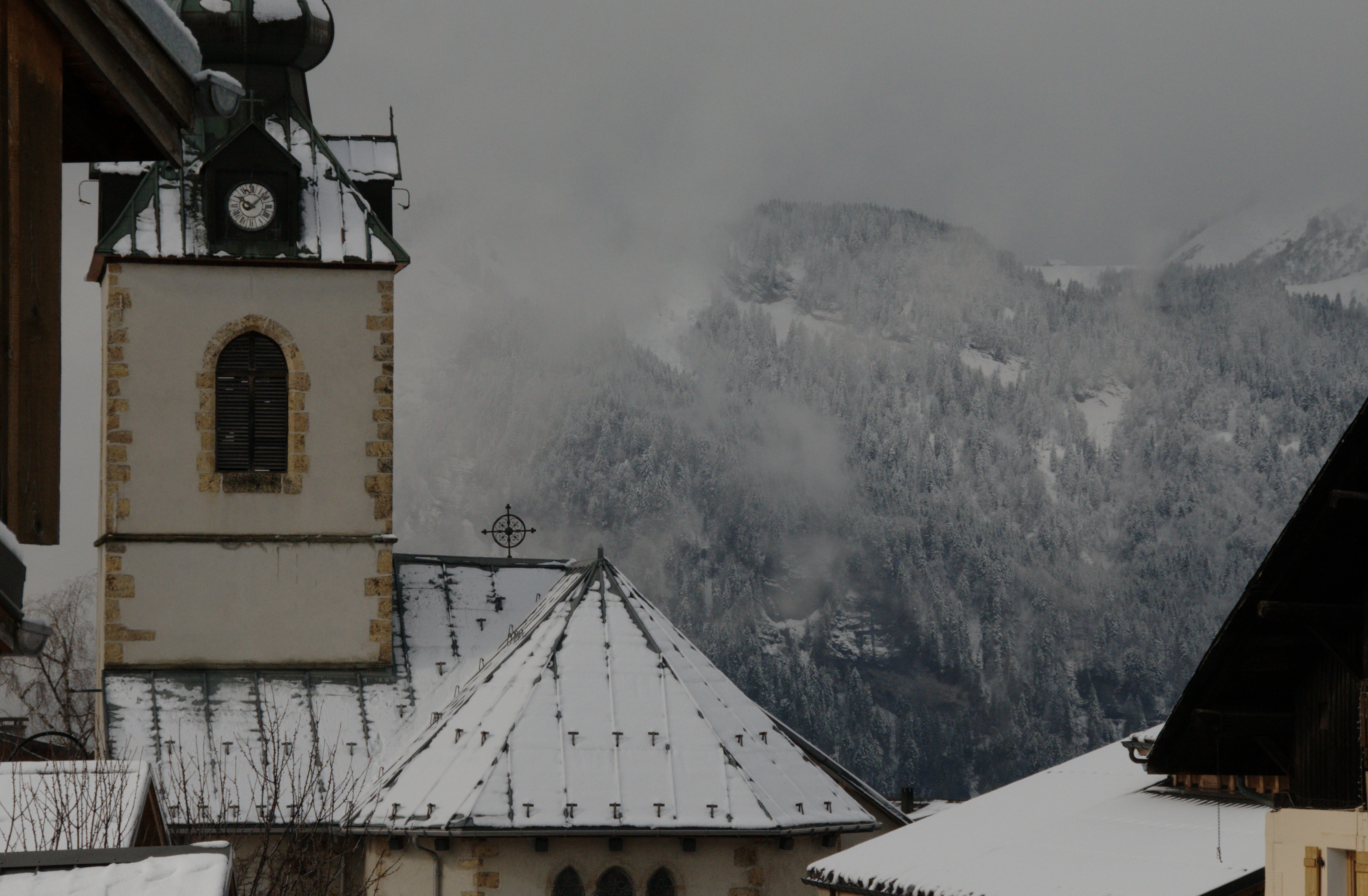
L'église de Notre-Dame-de-Bellecombe, avec son petit carillon et son chemin de croix.
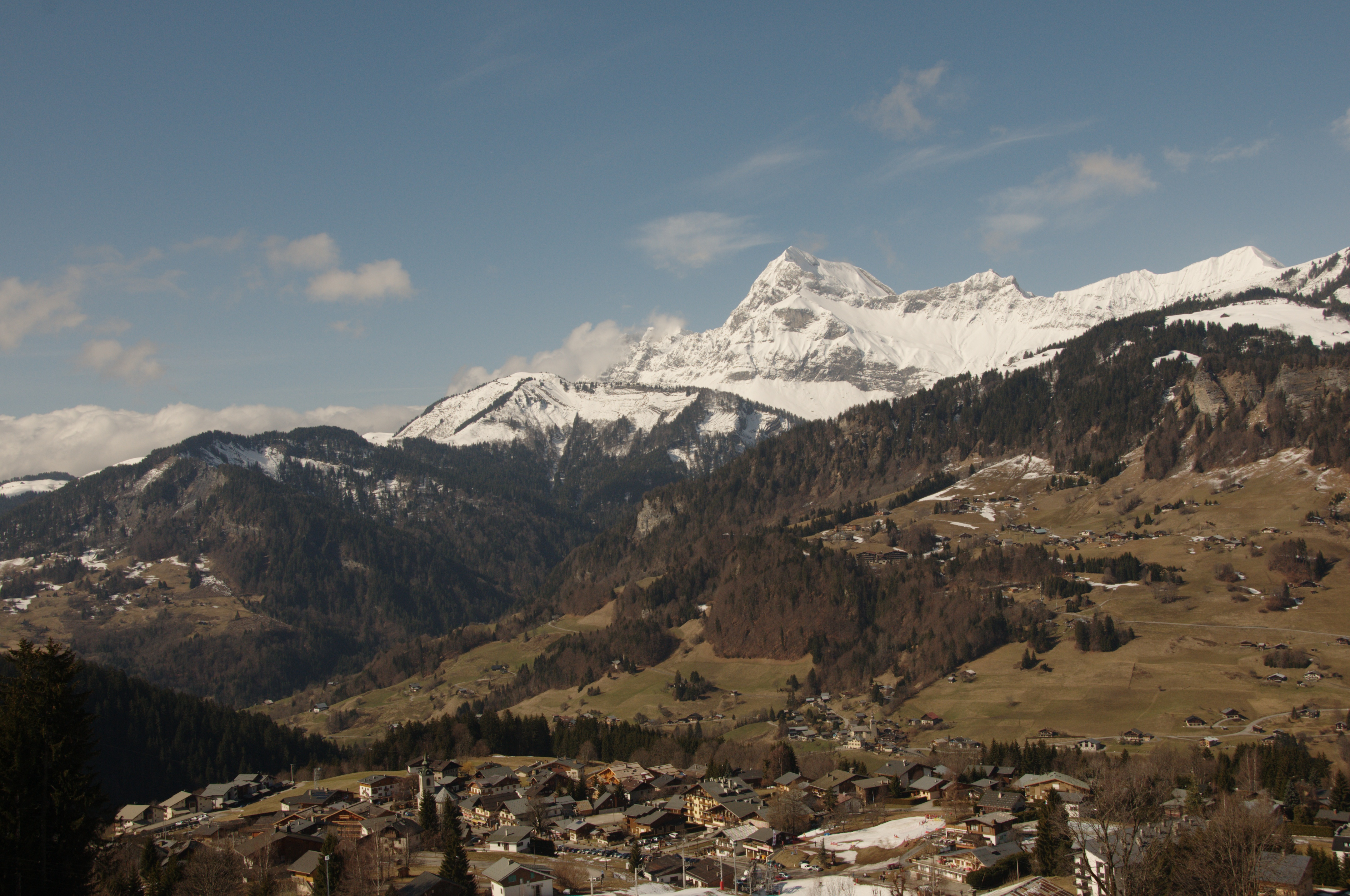
Notre-Dame-de-Bellecombe et le Mont Charvin.
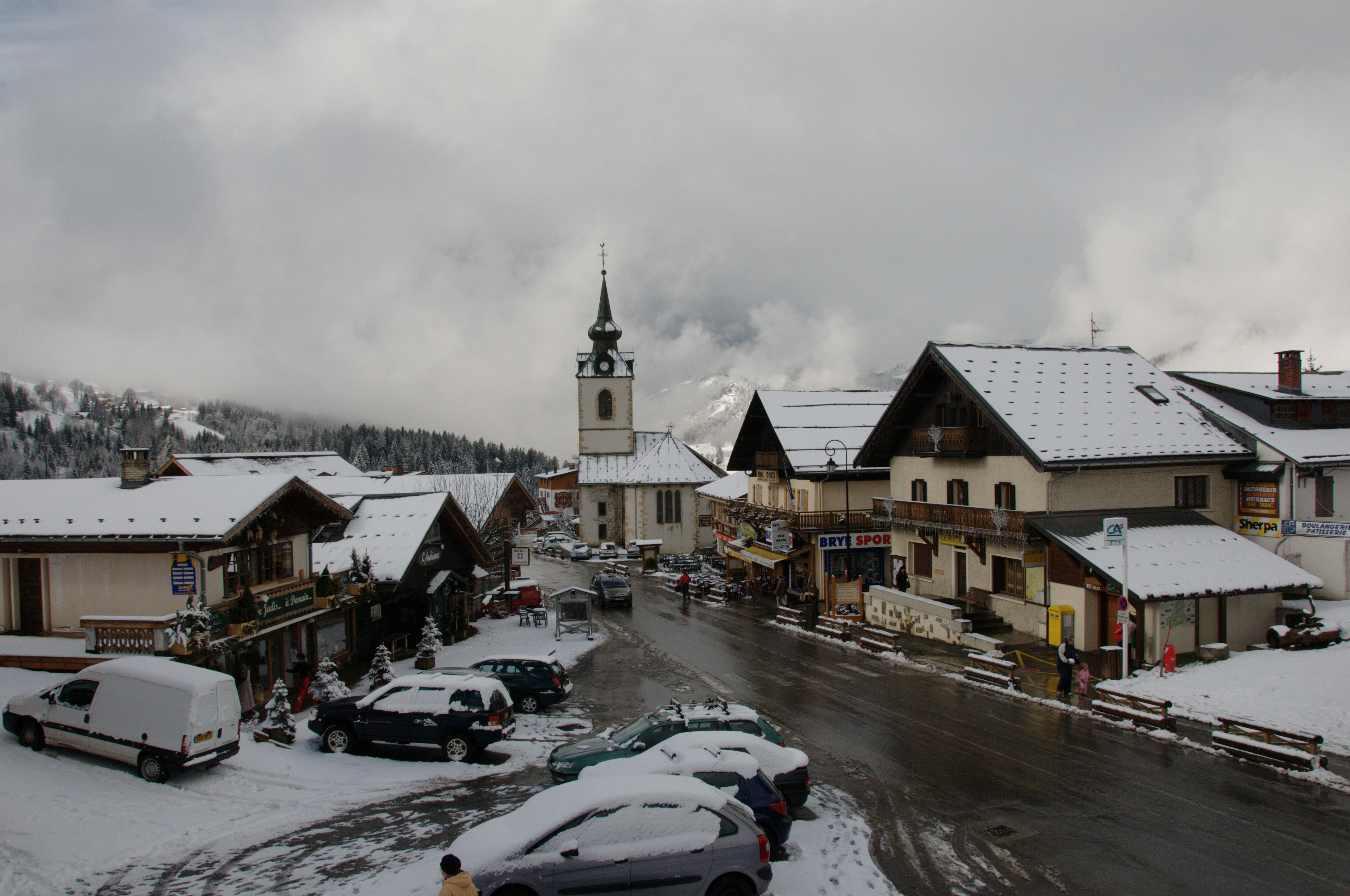
Place principale de Notre-Dame-de-Bellecombe.
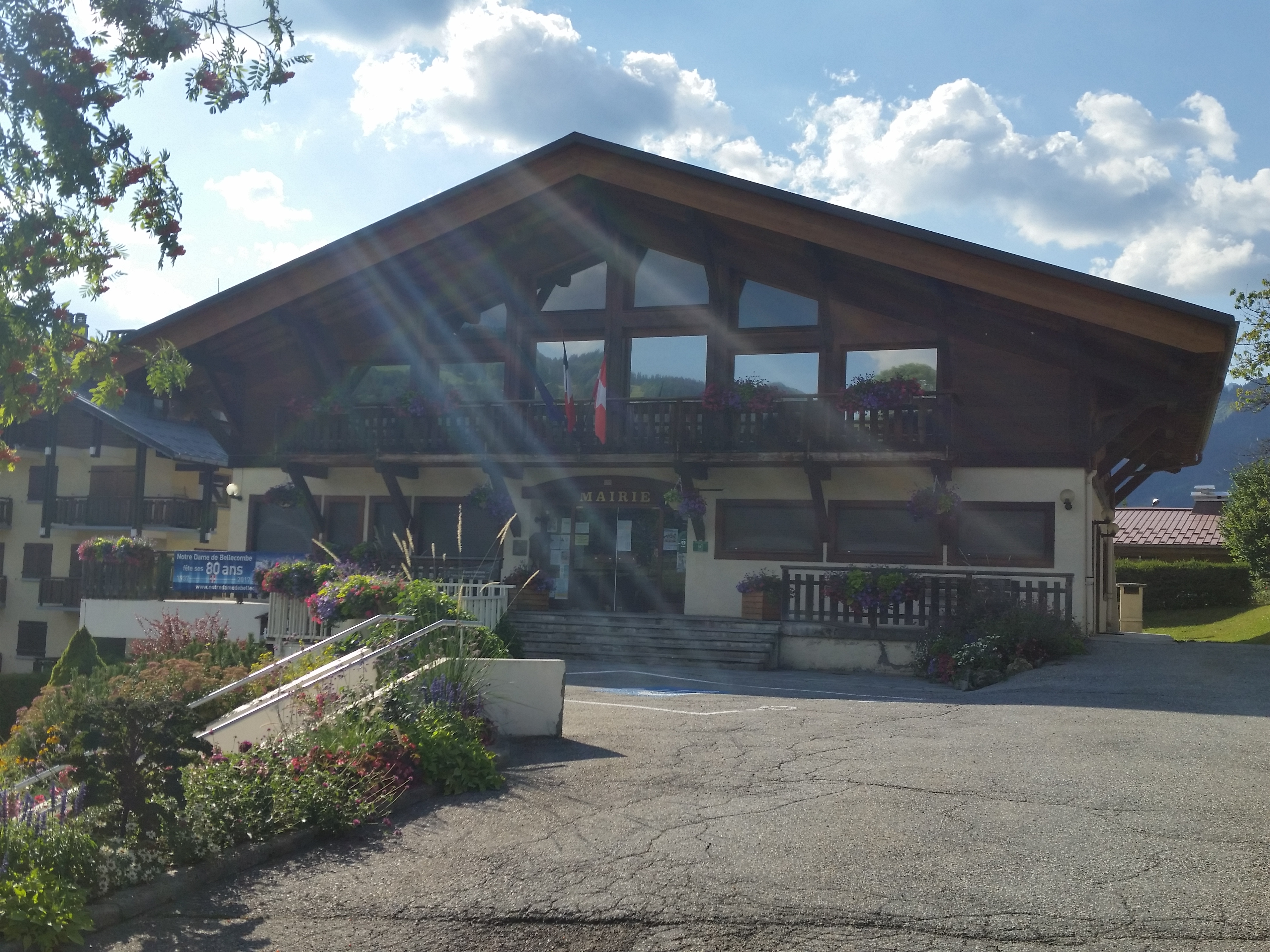
Mairie de Notre-Dame de Bellecombe en été.

### Espaces verts et fleurissement
En 2014, la commune de Notre-Dame-de-Bellecombe bénéficie du label « ville fleurie » avec « une fleur » attribuée par le Conseil national des villes et villages fleuris de France au concours des villes et villages fleuris.

### Personnalités liées à la commune
Treize skieurs ont porté les couleurs de l'Équipe de France, notamment en ski alpin :
- Roger Rossat-Mignod (1946-) : champion de France junior, sélectionné pour les Jeux olympiques en 1968 et 1972, vainqueur en Coupe du monde à Berchtesgaden ;
- Jacqueline Rouvier (1949-) : plusieurs fois championne de France, médaille de bronze aux Championnats du monde à Saint-Moritz (1974), etc. ;
- Catherine Quittet (1964-) : 9 titres de championne de France, plusieurs victoires ou podiums en Coupe du monde de 1985 à 1989, etc. ;
- Mais aussi Bernard Rossat-Mignod, Patrick Brye, Raymonde Ansanay, Max Ancenay, et bien d'autres qui ont également fait partie de l'Équipe de France.